# アラン・カルマ
アラン・カルマ（Alain Calmat、1940年8月31日 - ）は、フランス出身の男性フィギュアスケート選手、政治家。1964年インスブルックオリンピック男子シングル銀メダリスト。1965年世界フィギュアスケート選手権優勝。

## 経歴
- 1956年、コルティナダンペッツォオリンピックに出場し、9位。
- 1960年、2度目のオリンピックとなるスコーバレーオリンピックでは6位。
- 1960年、1962年世界フィギュアスケート選手権 3位。
- 1962年、1963年、1964年ヨーロッパフィギュアスケート選手権で優勝。
- 1963年、1964年世界フィギュアスケート選手権2位。
- 1964年インスブルックオリンピックで銀メダル獲得。
- 1965年世界フィギュアスケート選手権で優勝。
- 1965年シーズンをもって現役引退。
- 1967年、レジオンドヌール勲章 シュヴァリエ（騎士、5等）受章。
- 1968年、グルノーブルオリンピックの聖火ランナーを務める。
- 引退後、外科医となった。
- 1975年、フランス・スポーツ・アカデミー会員となる。
- 1976年、国家功労勲章3等受章。
- 1984年、レジオンドヌール勲章オフィシエ（将校、4等）受章。
- 1984年-1986年、社会党ミッテラン政権、ローラン・ファビウス首相の下、青年・スポーツ大臣を務める。
- 1986年-1993年、シェール県副知事となる。
- 1995年、リヴリー＝ガルガン市長となる。
- 1997年、国民議会議員となる。

## 主な戦績
| 大会/年        | 53-54 | 54-55 | 55-56 | 56-57 | 57-58 | 58-59 | 59-60 | 60-61 | 61-62 | 62-63 | 63-64 | 64-65 |
| -------------- | ----- | ----- | ----- | ----- | ----- | ----- | ----- | ----- | ----- | ----- | ----- | ----- |
| オリンピック   |       |       | 9     |       |       |       | 6     |       |       |       | 2     |       |
| 世界選手権     | 11    | 9     | 7     | 9     | 5     | 7     | 3     |       | 3     | 2     | 2     | 1     |
| 欧州選手権     | 5     | 5     | 4     | 4     | 3     | 4     | 4     | 2     | 1     | 1     | 1     | 2     |
| フランス選手権 | 2     | 2     | 2     | 2     | 1     | 2     | 2     | 2     | 1     | 1     | 1     | 1     |